# Pseudorectes
Pseudorectes és un gènere d'ocells de la família dels paquicefàlids (Pachycephalidae ).

## Taxonomia
Segons la Classificació del Congrés Ornitològic Internacional (versió 10.2, 2020) aquest gènere està format per dues espècies:
- Pseudorectes ferrugineus - pitouí rovellat.
- Pseudorectes incertus - pitouí ventreclar.